# 十五島公園停留所
十五島公園停留所（じゅうごしまこうえんていりゅうじょ）は、かつて北海道札幌市南区藤野にあった定山渓鉄道線の駅（停留所）である。同線の廃線により1969年（昭和44年）に廃駅となった。
当停留所は十五島公園を訪れる人のために設置された停留所であり、待合小屋があった。

## 歴史
- 1959年（昭和34年）6月21日：開業。
- 1969年（昭和44年）11月1日：路線廃止に伴い廃駅。

## 駅周辺
- 十五島公園
- コープさっぽろ藤野店
- 国道230号（石山通）
- 豊平川
- 野々沢川

## 隣の駅
定山渓鉄道
定山渓鉄道線
藤の沢駅 - 十五島公園停留所 - 下藤野停留所